# یتیم‌خانه (فیلم)
یتیم‌خانه (اسپانیایی: El Orfanato‎) فیلمی در ژانر ترسناک به کارگردانی خوان آنتونیو بایونا است که در سال ۲۰۰۷ منتشر شد. از بازیگران آن می‌توان به بلن روئدا و جرالدین چاپلین اشاره کرد.

## داستان
در اسپانیا، دختری به نام لورا گارسیا رودریگز از یک پرورشگاه به فرزندی پذیرفته می‌شود. سی سال بعد، لورا در بزرگسالی به همان پرورشگاه متروکه بازمی‌گردد؛ همراه با همسرش کارلوس سانچز ریورا و پسر هفت‌ساله‌شان سیمون. هدف او بازگشایی پرورشگاه به‌عنوان مرکزی برای نگهداری کودکان معلول است. اما پس از مدتی، سیمون ادعا می‌کند که با پسربچه‌ای به نام توماس دوست شده و تصویری از او می‌کشد که ماسکی از گونی بر سر دارد. 
یک مددکار اجتماعی به نام بنیگنا اسکوبدو به خانه می‌آید تا درباره سیمون اطلاعاتی کسب کند. در این حین، مشخص می‌شود که سیمون فرزند واقعی لورا و کارلوس نیست و آن‌ها او را به فرزندی پذیرفته‌اند. همچنین سیمون مبتلا به ویروس HIV است. لورا از پرس‌وجوی بیش از حد بنیگنا عصبانی می‌شود و او را بیرون می‌کند. همان شب، لورا بنیگنا را در انباری زغال خانه پیدا می‌کند اما بنیگنا فرار می‌کند.
مدتی بعد، سیمون بازی‌ای را به لورا یاد می‌دهد که برنده‌ی آن می‌تواند یک آرزو بکند. سرنخ‌هایی که بازی ایجاد می‌کند، لورا را به پرونده‌ی فرزندخواندگی سیمون می‌رساند. سیمون ناراحت می‌شود و می‌گوید که "دوست جدیدش" به او گفته لورا مادر واقعی‌اش نیست و اینکه به‌زودی خواهد مرد.
در روز جشن افتتاح پرورشگاه، لورا و سیمون مشاجره می‌کنند. لورا که از کوره دررفته، سیلی‌ای به صورت سیمون می‌زند و بلافاصله پشیمان می‌شود. سیمون قهر کرده و پنهان می‌شود. در جست‌وجوی او، لورا با کودکی ماسک‌دار روبه‌رو می‌شود که او را به داخل حمام هل می‌دهد و در را قفل می‌کند. پس از فرار از حمام، لورا متوجه ناپدید شدن سیمون می‌شود. همان شب، صداهای مشکوکی از داخل دیوارهای خانه شنیده می‌شود. روانشناس پلیس، پیلار، احتمال می‌دهد که بنیگنا سیمون را ربوده باشد.
شش ماه می‌گذرد و هنوز اثری از سیمون نیست. در یکی از جست‌وجوها، لورا بنیگنا را می‌بیند که در حال هل دادن کالسکه‌ای با یک عروسک درون آن است. در همان لحظه، او با آمبولانس تصادف می‌کند و کشته می‌شود. پلیس کشف می‌کند که بنیگنا پیش‌تر در این پرورشگاه کار می‌کرده و پسری به نام توماس داشته که به دلیل ناهنجاری شدید چهره در خفا نگهداری می‌شده. لورا فیلمی قدیمی می‌بیند که در آن، بچه‌های پرورشگاه ماسک توماس را دزدیده‌اند. توماس از خجالت، در غاری کنار دریا پنهان شده و بالا آمدن آب باعث غرق شدن او شده است.
لورا برای یافتن سیمون، یک احضارکننده‌ی ارواح به نام آرورا را دعوت می‌کند. در جریان جلسه‌ی احضار، آرورا ادعا می‌کند که روح کودکان پرورشگاه را می‌بیند که در رنج و عذاب‌اند. لورا سرانجام بقایای اجساد کودکان را در انبار زغال می‌یابد: بنیگنا آن‌ها را مسموم و به‌قتل رسانده بود چون آن‌ها باعث مرگ پسرش توماس شده بودند.
پس از ترک کارلوس از پرورشگاه، لورا تصمیم می‌گیرد با بازسازی محیط خانه به شکل سابق، ارواح کودکان را دوباره احضار کند. او با بازی کودکانه‌ی قدیمی، تلاش می‌کند با آن‌ها ارتباط بگیرد. ارواح او را به درِ مخفی‌ای در دیوار هدایت می‌کنند. پشت آن، جسد سیمون را می‌یابد که ماسک توماس را به چهره دارد. لورا متوجه می‌شود که در همان شبی که سیمون گم شد، خودش به اشتباه راه ورودی اتاق پنهان را با داربست بسته بود و صداهایی که آن شب شنید، تقلاهای سیمون برای خروج بوده‌اند. در نهایت، سیمون به در کوبیده و در اثر ضربه‌ی شدید به سر، جان باخته است.
در ادامه، لورا که غرق در اندوه شده، ظاهراً با مصرف قرص خودکشی می‌کند و در واپسین لحظات عمرش، از ته دل آرزو می‌کند دوباره با سیمون باشد. روح کودکان ظاهر می‌شود—از جمله توماس، این‌بار بدون ماسک. سیمون به لورا می‌گوید که آرزویش این بود که مادرش نزد او بماند و از دیگر کودکان مراقبت کند. لورا، آرام و خوشحال، برای آن‌ها قصه می‌گوید.
مدتی بعد، کارلوس به محلی که به یاد لورا، سیمون و دیگر کودکان ساخته شده، می‌رود. در اتاق خواب قدیمی کودکان، مدالینی را پیدا می‌کند که پیش‌تر به لورا داده بود تا اگر سیمون را یافت، بازگرداند. ناگهان در باز می‌شود و کارلوس لبخند می‌زند.
داستان با این پرسش باقی می‌ماند: آنچه لورا تجربه کرد، واقعیتی ماورایی بود یا خیال و توهمی ناشی از اندوه و عشق مادرانه؟